# علاء الدين تكش
علاء الدين تكش كان سلطانا للدولة الخوارزمية من 1172 إلى 1200.
من أهم إنشآته مئذنة فوبقند، المدرجة مؤقتا في عام 2008 في قائمة اليونسكو للتراث العالمي.

## اقرأ أيضا
- مئذنة فوبقند
- مئذنة كالان
- بخارى

| سبقه إيل أرسلان | سلطان الدولة الخوارزمية 1172–1200 | تبعه محمد خوارزم شاه الثاني |